# Майкл Тімоті Гуд

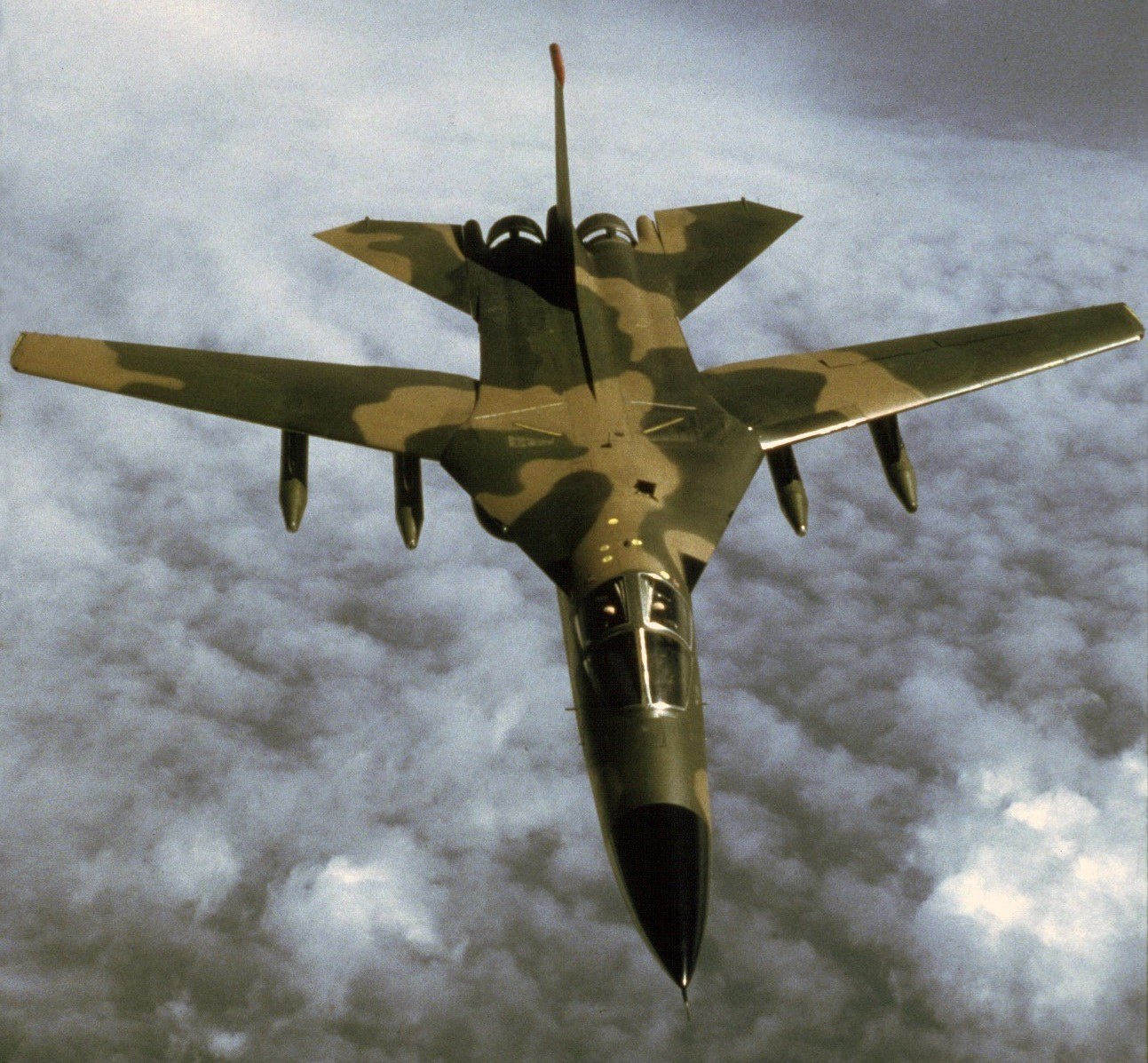
літак F-111 в польоті.

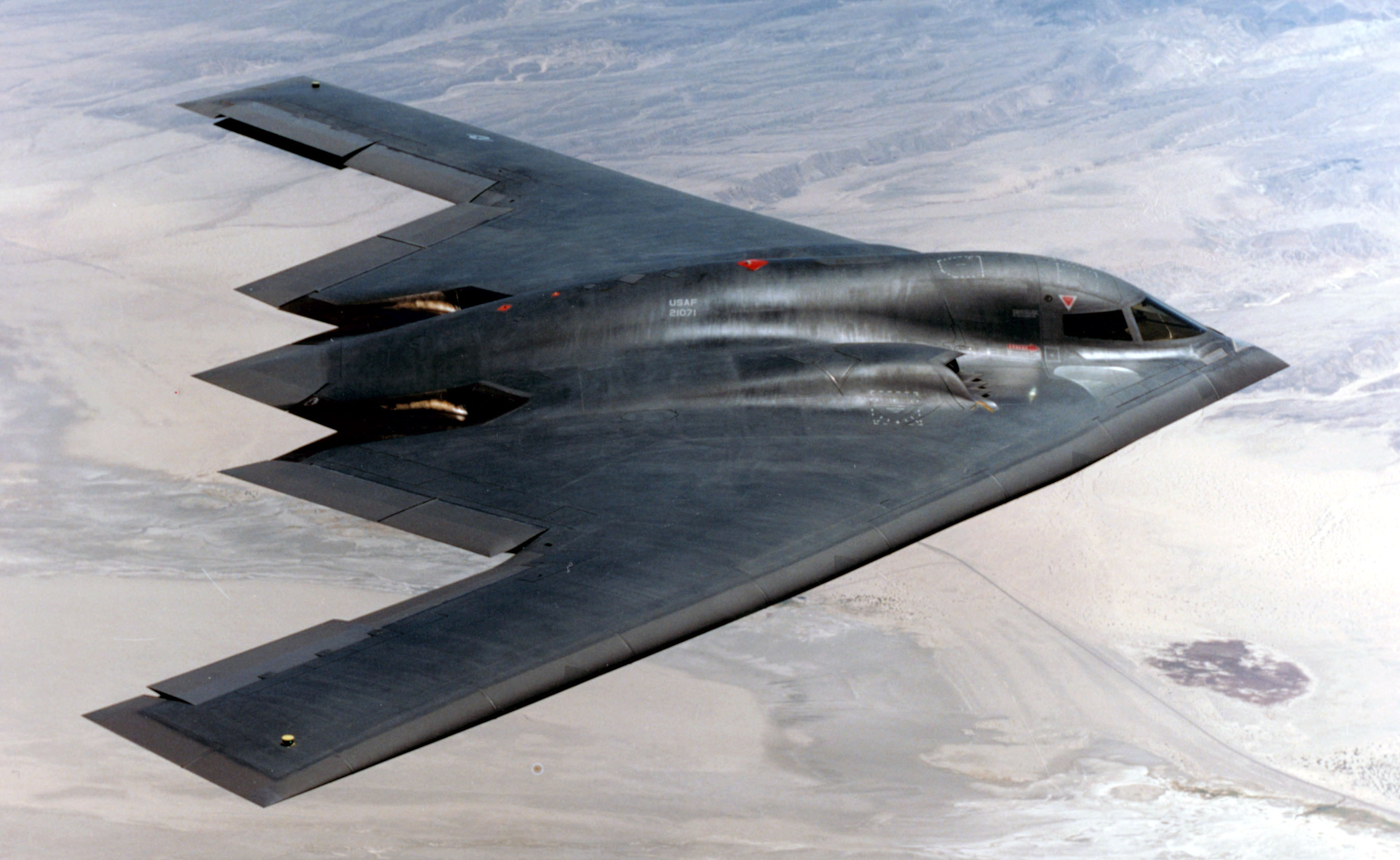
Бомбардировщик B-2 Stealth в польоті.

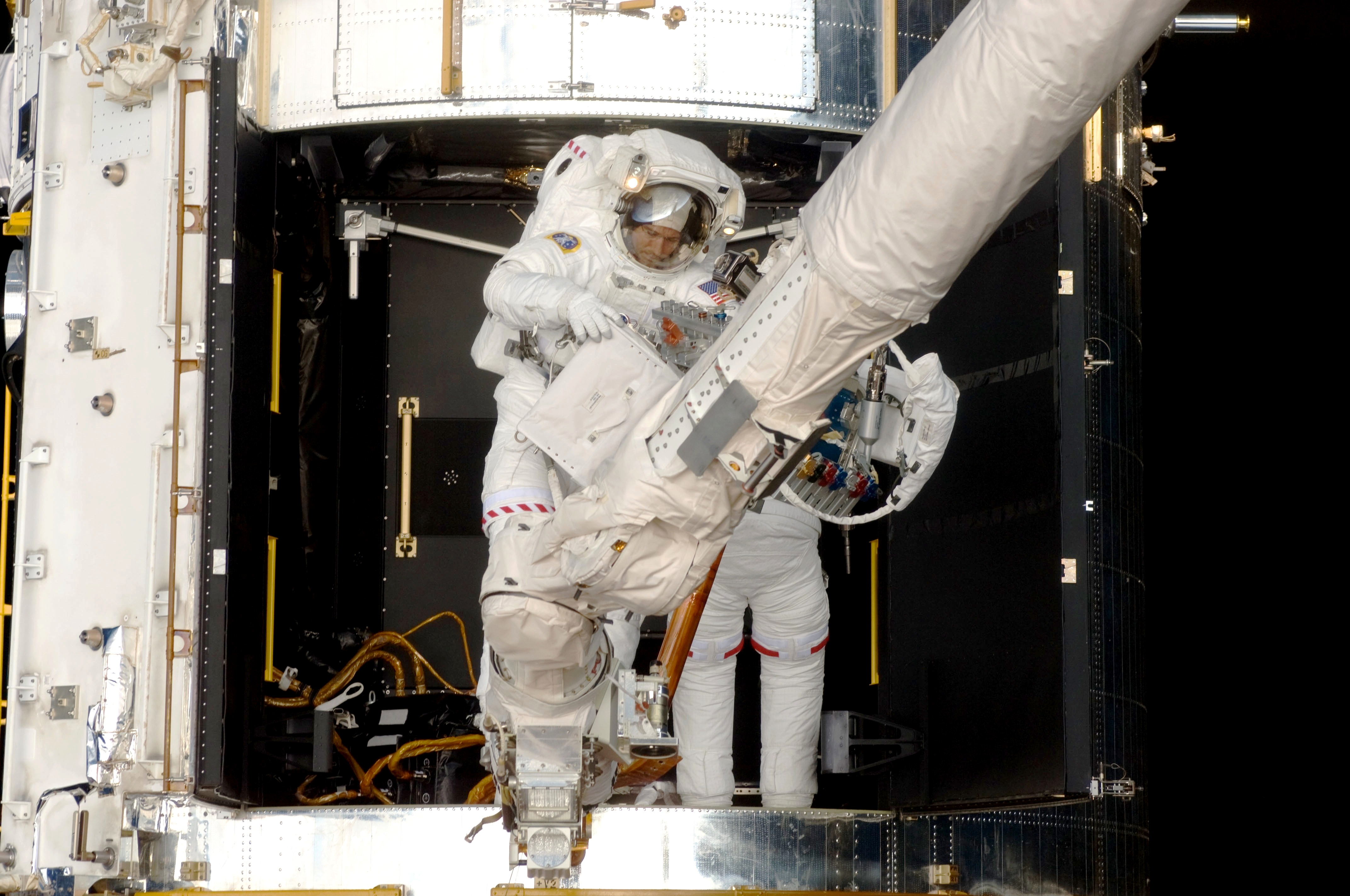
Робота в відкритому космосі, Гуд зліва.

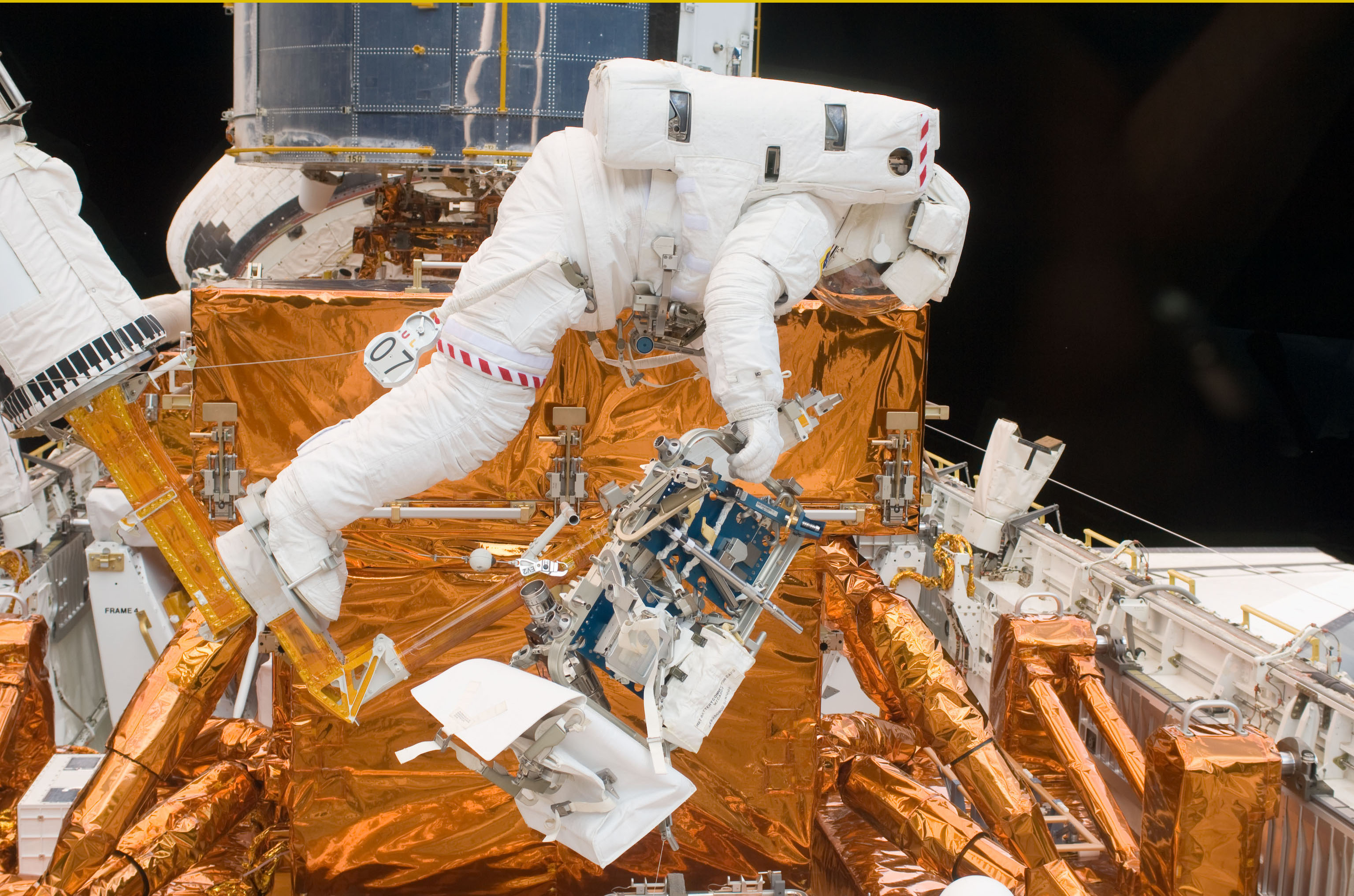
Місія STS-125 — Майкл Гуд під час ремонту космічного телескопа Хаббл в відкритому космосі

Майкл Тімоті Гуд (англ. Michael Timothy Good; 13 жовтня 1962, Парма, Огайо, США) — американський астронавт НАСА. Здійснив два космічні польоти на шаттлах: STS-125 (2009, «Атлантіс») і STS-132 (2010, «Атлантіс»), скоїв чотири виходи у відкритий космос, полковник ВПС США.
Майкл Гуд народився 13 жовтня 1962 року в місті Парма, штат Огайо. 1980 року закінчив середню школу в місті Броудвью-Хейтс, в тому ж штаті. У 1984 році отримав ступінь бакалавра, а 1986 року — ступінь магістра наук в галузі аерокосмічної техніки — Університет Нотр-Дам, штат Індіана.
Одружений з Джоаною М. Диккенсон, у них троє дітей: Брайан, Джейсон і Шеннон. Його батько — Роберт Гуд, його мати — Керол Гуд. Любить грати в гольф і проводити час з сім'єю.

## до НАСА
З 1986 року служив на авіабазі «Еглін», Флорида в Центрі тактики повітряного бою. Там служив інженером-випробувачем. Займався розробкою і випробуваннями крилатих ракет наземного базування. Був направлений на проходження перепідготовки на штурмана на авіабазу «Метер», Каліфорнія. У 1989 році став льотчиком-штурманом. Пройшов підготовку на льотчика-винищувача на авіабазі «Холломен», штат Нью-Мексико, був розподілений на авіабазу Маунт-Хоум, Айдахо, став літати на F-111F. Потім був переведений на авіабазу «Аппер-Хейфорд», до Великої Британії, де служив інструктором по озброєнню F-111. У 1993 році був направлений в Школу льотчиків-випробувачів на авіабазу «Едвардс», в Каліфорнії. Після закінчення, в 1994 році, був залишений на цій базі, став брати участь у випробуваннях бомбардувальника B-2 Stealth. У 1997 році був переведений на авіабазу «Максвелл», Алабама, де пройшов навчання в Командно-штабному Коледжі ВВС, після закінчення був розподілений на авіабазу «Еглін». Займався випробуваннями озброєння F-15. У жовтні 2009 року пішов у відставку через ВВС. Має загальний наліт понад 2500 годин на більш ніж 30 різних типах літаків.

## Підготовка до космічних польотів
Брав участь у 17-му наборі НАСА. 26 липня 2000 був зарахований до загону НАСА в складі вісімнадцятого набору, кандидатом в астронавти. Став проходити навчання за курсом загальнокосмічної підготовки (ОКП). По закінченні курсу, отримав кваліфікацію «спеціаліст польоту» і призначення в Офіс астронавтів НАСА. Був направлений в Відділ розробки космічних апаратів.

## Польоти у космос
- Перший політ — STS-125, шаттл «Атлантіс». З 11 по 24 травня 2009 року як «спеціаліст польоту». Це було п'яте і останнє техобслуговування телескопа Хаббла. Експедиція «Атлантіс» STS-125 продовжила працездатність телескопа, принаймні, до 2014 року. Під час експедиції астронавти встановили на телескопі Хаббл шість нових гіроскопів стабілізації, шість нових нікель-водневих акумуляторів, новий комп'ютер, що відповідає за обробку даних, нову широкоугольную камеру № 3 і новий спектрограф космічного випромінювання. Вартість нової ширококутної камери — 126 мільйонів доларів, вартість спектрографа — 81 мільйон доларів. Астронавти «Атлантіса» також відновили працездатність реєструючого спектрографа, у якого в 2007 році вийшла з ладу система електроживлення та вдосконалену оглядову камеру, яка вийшла з ладу в 2007 році. Астронавти також встановили на телескопі вдосконалений датчик точного наведення. Під час польоту виконав два виходи у відкритий космос: Перший — 15 травня 2009 року — тривалістю 7:00 56 хвилин. Другий — 17 травня — 8 годин 2 хвилини. Тривалість польоту склала 12 днів 21 годину 37 хвилин.
- Другий політ — STS-132, шаттл «Атлантіс». З 14 по 26 травня 2010 року, як «спеціаліст польоту». Доставка наукового обладнання та запасних частин для МКС, в тому числі: шість нових акумуляторних батарей, запасні частини для канадського робота-маніпулятора «Декстр». Доставка і пристикування російського стикувального-вантажного модуля «Світанок» до нижнього порту модуля «Зоря». Вага модуля «Світанок» становить 7,8 тонни, його довжина 7 метрів. Всередині модуля «Світанок» упаковані російські та американські вантажі для екіпажу МКС загальною вагою близько 1,4 тонн. Під час польоту виконав два виходи у відкритий космос: Перший — 19 травня 2010 року — тривалістю 7:00 7 хвилин. Основне завдання для астронавтів — заміна трьох акумуляторних батарей на сегменті Р6, який розташований на дальньому лівому краю ферменной конструкції станції. Сегмент Р6 був змонтований на станції в листопаді 2000 року під час польоту шаттла «Індевор» STS-97. Шість батарей на сегменті Р6 були вже замінені в липні 2009 року під час польоту шаттла «Індевор» STS-127. Гуд повинен був діставати старі батареї з їхніх гнізд на сегменті Р6 і вставляти на їх місце нові батареї. Стівен Боуен підносив нові батареї від транспортної платформи до сегмента Р6. Кожна батарея важить близько 170 кг і має розміри: 102 × 91 × 46 см. Додаткове завдання для виходу — звільнити затисненого кабель на системі сканування, встановленої на подовжувачі робота-маніпулятора. Другий вихід — 21 травня 2010 року — 6:00 46 хвилин. Основне завдання для астронавтів — заміна останніх двох акумуляторних батарей на сегменті Р6. Астронавти повинні були також встановити перемичку на аміакопроводі між сегментами Р4 і Р5 і забрати з вантажного відсіку «Атлантіса» пристрій захоплення (Power and Data Grapple Fixture) для робота-маніпулятора. Тривалість польоту склала 11 діб 18 годин 29 хвилин.